# Boklotteriets stipendiater 1949
Boklotteriets stipendiater 1949
Boklotteriet startade 1948 på initiativ av författaren Carl-Emil Englund 
Överskottet för Boklotteriet 1948 blev cirka 47 000 kronor. På våren 1949 var det dags att utse stipendiater.
Följande författare belönades med stipendier:
5 000 kronor
- Ebbe Linde
- Karl Vennberg

2 000 kronor
- Knut Jaensson
- Otto Karl-Oskarsson
- Per-Erik Rundquist

1 000 kronor
- Harry Ahlberg
- Sune Bergström
- Sven Bergström
- Thorsten Bohr
- Ann Margret Dahlquist-Ljungberg
- Folke Dahlberg
- Annalisa Forssberger
- Per Freudenthal dvs Ode Balten
- Helmer Grundström
- Emil Hagström
- Lennart Hellsing
- Axel Liffner
- Gunnar Lobråten
- Sekel Nordenstrand
- Ester Sjöblom
- Fritz Stenlund
- Carl Elof Svenning
- Axel Strindberg

Under verksamhetens gång har Bokotteriet så allsidigt som möjligt sökt sprida stipendierna. Därför har intressenterna varje år erhållit en viss summa att fördela inom sina respektive verksamhetsområden.
Stipendier från Arbetarnas bildningsförbund
3 000 kronor
Stig Sjödin
1 000 kronor
Axel Strindberg
För Boklotteriets och Litteraturfrämjandets stipendiater övriga år: Se
- 1949 Boklotteriets stipendiater 1949
- 1950 Boklotteriets stipendiater 1950
- 1951 Boklotteriets stipendiater 1951
- 1952 Boklotteriets stipendiater 1952
- 1953 Boklotteriets stipendiater 1953
- 1954 Boklotteriets stipendiater 1954
- 1955 Boklotteriets stipendiater 1955
- 1956 Boklotteriets stipendiater 1956
- 1957 Boklotteriets stipendiater 1957
- 1958 Boklotteriets stipendiater 1958
- 1959 Boklotteriets stipendiater 1959
- 1960 Boklotteriets stipendiater 1960
- 1961 Boklotteriets stipendiater 1961
- 1962 Boklotteriets stipendiater 1962
- 1963 Boklotteriets stipendiater 1963
- 1964 Boklotteriets stipendiater 1964
- 1965 Litteraturfrämjandets stipendiater 1965
- 1966 Litteraturfrämjandets stipendiater 1966
- 1967 Litteraturfrämjandets stipendiater 1967
- 1968 Litteraturfrämjandets stipendiater 1968
- 1969 Litteraturfrämjandets stipendiater 1969
- 1970 Litteraturfrämjandets stipendiater 1970
- 1971 Litteraturfrämjandets stipendiater 1971
- 1972 Litteraturfrämjandets stipendiater 1972